# 174e division d'infanterie
La 174e division de réserve, officiellement en allemand 174. Reserve-Division était un état-major divisionnaire de l'Ersatzheer actif durant la Seconde Guerre mondiale.

## Historique
- 10 juin 1940 : l'état-major divisionnaire de réserve la Division Nr. 174 est formée à Chemnitz dans le Wehrkreis IV, pour suppléer au travail de la Division Nr. 154.
- 15 septembre 1942 : l'unité change de nom pour 174. Reserve-Division
- août 1944 : l'unité est dissoute et absorbée par la 26. Infanterie-Division.

## Organisation

### Commandants
| Date                               | Grade           | Commandant                |
| ---------------------------------- | --------------- | ------------------------- |
| 10 juin 1940 - 1er avril 1942      | Generalleutnant | Konrad Guhl               |
| 1er avril 1942 - 15 septembre 1942 | Generalleutnant | Kurt Renner               |
| 15 septembre 1942 - 26 août 1943   | Generalleutnant | Kurt Renner               |
| 26 août 1943 - ? août 1944         | Generalleutnant | Friedrich-Georg Eberhardt |

## Régions d'affectations
- Allemagne : juin 1940 - août 1941
- Bohème : août 1941 - septembre 1942
- Generalgouvernement: septembre 1942 - août 1944

## Organisation
Liste des unités commandées par la division en juin 1940:
- Infanterie-Ersatz-Regiment 14
- Infanterie-Ersatz-Regiment 24
- Infanterie-Ersatz-Regiment 209
- Infanterie-Ersatz-Regiment 223
- Artillerie-Ersatz-Regiment 24
- Panzerjäger-Ersatz-Abteilung 4
- Pionier-Ersatz-Bataillon 14
- Bau-Ersatz-Bataillon 4
- Fahr-Ersatz-Abteilung 4
- Kraftfahr-Ersatz-Abteilung 24

Liste des unités commandées par la division en septembre 1942:
- Reserve-Grenadier-Regiment 24
- Reserve-Grenadier-Regiment 209
- Reserve-Grenadier-Regiment 266
- Reserve-Artillerie-Abteilung 14
- Reserve-Pionier-Bataillon 14